# Gent gran

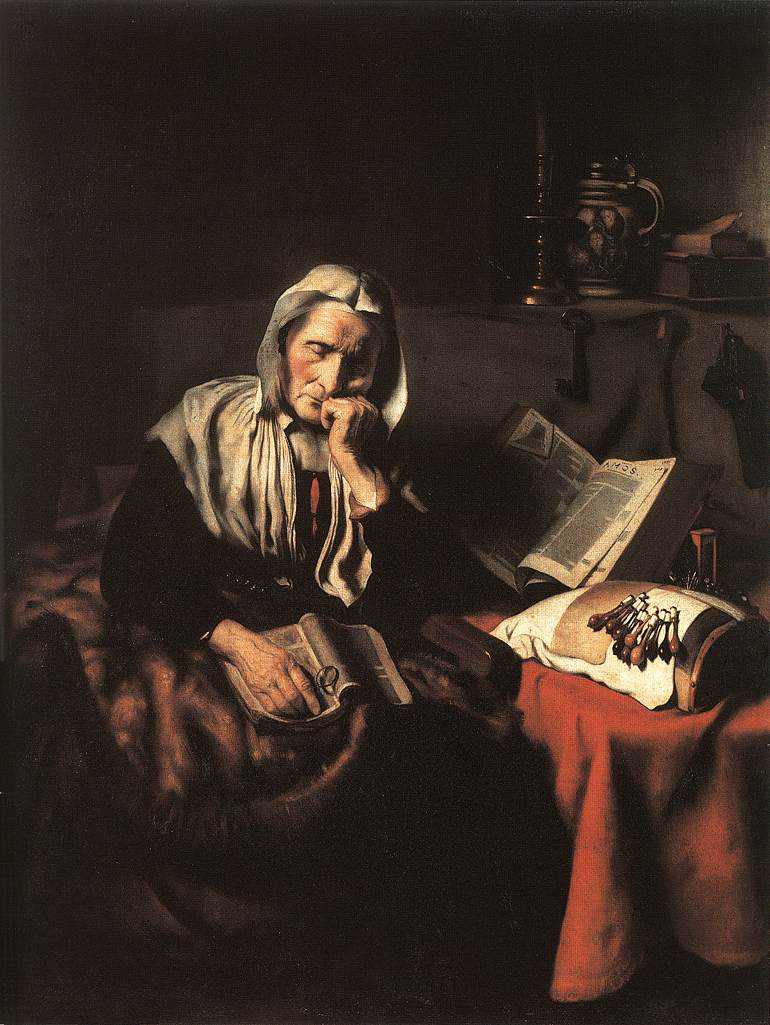
Dona gran endormiscada per Nicolaes Maes (1656). Museu Reial de Belles Arts de Bèlgica.

Una persona gran, habitualment gent gran, és, per al sentit comú, una persona l'edat de la qual és avançada i que presenta els atributs psicològics i socials de la vellesa tal com la societat les representa. En particular, el pas que representa el començament de la jubilació marca simbòlicament aquest entrada en la categoria social de la tercera edat.

## Definició del que s'entén per "gent gran"
La definició de "gent gran" depèn del context. L'envelliment humà és un procés progressiu, i una persona no esdevé gran d'un dia per l'altre, per exemple després de l'onzè aniversari. Edgar Morin parla d'altra banda d'un continuum de l'edat. Serge Guérin, per la seva part, insisteix sobre el fet que l'edat és una construcció social que evoluciona en funció de les normes que es dona la societat. Per a ell, l'edat ha "rejovenit", pel fet de l'augment de l'esperança de vida i de la millora de la salut i de la formació dels majors de 60 anys. Per la seva banda, l'Organització Mundial de la Salut considera que una persona és "gran" si té més de 60 anys.
Les qüestions de la geriatria (polipatologia, pèrdua d'autonomia, fragilitat) impliquen relativament pocs individus d'entre 60 a 70 anys, també anomenats sèniors o young old ("vells joves") en la literatura. Per contra, sovint involucren individus majors de 80 anys, també anomenats old-old ("vells-vells"). Diferents sociòlegs proposen soci-tipus d'edat per mostrar que els majors de 50 anys (o els de més de 60 o més de 65) formen grups diferents. Així, a 
Els sociòlegs ofereixen diferents tipus d'edat soci mostren que més de 50 anys (o de 60 anys o majors de 65 anys) formen grups diferents. Així, a L'invention des seniors, Serge Guérin proposa quatre tipus de sèniors: els « SeTra », per a « Sèniors Tradicionals », els « SeFra », per a « Sèniors Fragilitzats » (per llur dependència física, mental o econòmica), els « BooBos », per « Boomers Bohemis », o sigui els nous sèniors que porten la modernitat i refusen la norma d'envellir, i finalment els « BooFra », per a « Boomers Fragilitzats », que són les persones d'edat avançada però que tracten de restar com a actors de la seva vida.
El geògraf Christophe Guilluy, també aborda el concepte de « jubilats populars » en el sentit que la majoria de les llars de pensionistes són extreballadors i treballadors que viuen en zones periurbanes i en circumstàncies molt modestes.
La vulnerabilitat - més que l'edat civil - ajuda a identificar millor les persones dins de la geriatria. L'entrada a la vellesa no es refereix a cap edat en particular sinó a un estat de deteriorament funcional experimentat subjectivament o objectivament, en paraules dels propis ancians.
L'expressió « persona gran », igual que el mot « sènior », no deixa de ser un circumloqui destinat a evitar la utilització directa dels mots « vell » i « vellesa », percebuts negativament. El sociòleg Serge Guérin assenyala que els mots són el signe d'un rebuig de la societat en el seu conjunt a veure l'envelliment com una dada dinàmica que permet de d'empènyer a noves transformacions socials i culturals.
Cal remarcar que la població de més de 60 anys ha augmentat més que la de més de 50, i actualment ateny el 21%.

## Persones molt grans
El terme « persones molts grans » designa les persones que viuen fins a una edat avançada. Aquest terme és una adaptació del terme anglès « oldest old » que literalment vol dir « els més vells dels vells » o « els més grans dels grans ».
Més que un qualificatiu d'intensitat de l'edat, l'adjunció del qualificatiu « molt » serveix per designar una població particular al si del grup més ampli de persones grans.

### Evolució i precisió del concepte
La correspondència en termes d'edat cronològica per a l'entrada a l'"edat gran" ha evolucionat durant el segle xx.
- En 1974, Bernice Neugarten (professor de psicologia del comportament a la Universitat de Chicago estimava que 75 anys marcava la veritable porta d'entrada a la vellesa.
- En 1984, Mathilda Rey i Richard Suzman (National Institute of Aging) van rebre l'encàrrec de la Societat americana per al progrés de la ciència d'organitzar la conferència anual al voltant del tema de les persones molt grans, les de més de 85 anys.
- En 1985, el National Institute of Aging llança als Estats Units el primer programa de recerca focalitzat en els oldest old.

És en aquesta època quan neix la distinció conceptual de persones grans en tres edats demogràfiques, els « young old » (65-74 anys), els « old old » (75-84 anys) i els « oldest old » (85 anys i més).

## Especialitats mèdiques
La ciència es dedica a l'estudi de la gent gran és la gerontologia. La geriatria s'ocupa de les malalties pròpies de la gent gran, i la ciència que es dedica a les tècniques que resoldran els problemes de la gent gran és la gerontecnologia.

## La dependència de la gent gran

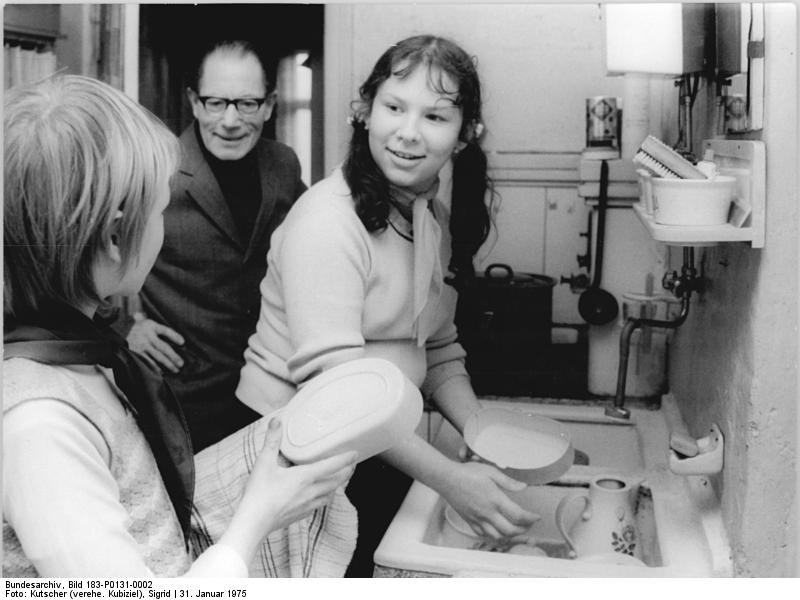
Voluntaris adolescents ajudant una persona gran a Berlín el 1975.

| « | La població de 75 anys i més, així doncs, es multiplicarà per 2,5 entre 2000 i 2040, i arribarà a més de 10 milions de persones a França. Aquest ràpid envelliment de la població planteja interrogants sobre l'evolució de les polítiques públiques cap a la gent gran: les pensions, la despesa en salut, i suport a les persones dependent, el nombre de les quals augmentarà en els propers anys. Sorgeix, en particular, el problema d'equilibri entre la solidaritat familiar i la solidaritat col·lectiva per al maneig de la dependència. La solidaritat familiar es tradueix en l'ajut que els familiars (cuidadors) proporcionen a les activitats de la vida diària. La solidaritat col·lectiva, al seu torn, donarà lloc a la creació de serveis específics per a les persones dependents, incloent el subsidi personalitzat d'autonomia. (SPA) El nivell de prestació de l'SPA és determinat pel barem de l'AGGIR que determina el nivell de GIR Groupe Iso Ressource, (des de la dependència total, nivell 1, a l'autonomia funcional i intel·lectual completa, nivell VI. La compartició de les dues formes pot evolucionar en els propers anys. De fet, el nombre mitjà de potencials cuidadors de persones grans dependents tendirà a disminuir a causa de la disminució del nombre de fills per família i la distribució geogràfica de les famílies, respecte als cuidadors assalariats. Això planteja la qüestió del finançament públic del cinquè risc, la dependència. Tant en els homes com en les dones, la taxa de dependència es manté baixa fins als 75 anys, després augmenta ràpidament amb l'edat. La mitjana d'edat de la persona a càrrec és de 78 anys per als homes i 83 anys per a les dones. | » |
| — Michel Duée i Cyril Rebillard, La Dépendance des personnes âgées : une projection en 2040, Données sociales - La société française, edició 2006, p. 613-614 | |   |

## El problema de l'envelliment

### Exposició del problema
Segons el doctor Pierre Guillet, gerontòleg, « envellir bé » es recolza sobre l'equilibri de cinc pilars: finances, allotjament, salut, vida social, vida intel·lectual.
Els criteris estatunidencs d'un « bon » envelliment són :
1. Una durada de vida superior a l'esperança de vida nacional
2. Una bona salut : una o més malalties tractada (es) i aturada (es) en llur evolució
3. Un sentiment de benestar.

Segons el doctor Jean-Pierre Aquino, « els criteris més admesos en la literatura mèdica (...) per a un envelliment són : no tenir hipertensió, no tenir sobrecàrrega ponderal (sobrepès), no fumar o beure alcohol, una alimentació equilibrada, exercici físic regular, llaços socials estructurats, una bona salut "mental" (estima de si mateix, capacitat de fer front als canvis), una planificació de l'avenir (modes de vida actuals i futurs, gestió del temps), una reflexió continua sobre el sentit (la recerca de sentit), els valors...».

### Respostes públiques
En en pla financer, la solució passa per augmentar el grau de protecció de les persones dependents per tal que aquestes no es trobin en situació d'exclusió social.
Els cuidadors voluntaris de persones d'edat avançada tenen un lloc important en la qüestió dels sèniors. La proximologia com a cicència de l'ajut als cuidaros, apareix com un afer de la societat i de la política de salut pública (vegeu la revista semestral "Réciproques" que tracta d'aquesta temàtica).

### Respostes privades
Societats i associacions tracten de trobar solucions innovadores per facilita l'envelliment. En els camps de: 
- Entrenament de les funcions cognitives, rehabilitació cognitiva
- Detecció intel·ligent d'un esdeveniment, com la caiguda a casa o inactivitat perllongada
- Acompanyament, com ara el servei de telemedicina i teleassitència.[5]
- Equipaments per condicionar el domicili (ex. dutxa, escales, catifes…)
- Telèfon fix o mòbil adaptat ergonòmicament

### Apoderament de les persones grans
L'apoderament o empoderament (anglicismes) o atribució de poders, accés al poder, integració, emancipació, autonomia dels ciutadans (el poder fer), terme procedent de l'anglès empowerment és un concepte nord-americà encara poc desenvolupat a Catalunya.
Hi ha dos nivells d'apoderament relatius a les persones grans: l'apoderament a nivell quotidià i l'apoderament polític
- L'apoderament en allò quotidià és la capacitat de les persones grans, fins i tot de les dependents, de poder tenir llur vida personal en les seves mans, és a dir, de mantenir un poder sobre llurs opcions de vida en la vida de cada dia[8] · .[9]
La Maison des Babayagas a Montreuil, França, és un exemple d'una residència i apartaments autogestionats per les mateixes persones grans.[10]
L'associació Citoyennage és també representativa d'una reflexió sobre les residències que permeten a aquestes persones grans que viuen en una institució d'expressar llurs drets cívics fins i tot a dins d'una residència.[11]
Darrere la qüestió de la lliure elecció de les persones grans, fins i tot de les dependents i vulnerables, es posen els principis:

- - del benestar ;
  - del respecte de la carta de les persones grans dependents[12] · ;[13]
  - del qüestionament ètic en l'atenció i el suport diari.

El benestar, com la beneficència, es pot centrar exclusivament en la responsabilitat del que cuida i ajuda.
Cal anar amb compte de no quedar-se amb un aspecte formal de benestar, és a dir, seguir una senzilla aplicació d'una carta o un procediment de qualitat; aquesta manera de fer conduiria a distanciar-se de la persona dependent a seguir fent-ne un objecte de curació. En aquesta situació, la persona no és un soci de la cura.
Les persones grans o discapacitades, en tenir elles mateixes el control de les seves vides, a través de l'apoderament, mantenen un poder sobre les seves vides i l'atenció que se'ls ofereix. En aquesta situació, són socis en la cura i atenció de l'equip (vegeu treball social, ètica).
- L'apoderament polític. No hi ha cap exemple concret pel que fa a les persones grans (llevat d'Israel, amb l'anomenat Partit dels Pensionistes). De tota manera, les persones grans de la tercera edat representen, a tots els països occidentals, una forta minoria social. Si aquesta minoria trobés en un moviment polític i social un lloc capaç d'expressar llurs preocupacions, i sobretot si el recolzessin, amb llur vot o en un col·lectiu, llavors tindria una gran força a la societat civil.[14] · .[15]